# یشیل‌هویوک (دینار)
یشیل‌هویوک (به ترکی استانبولی: Yeşilhüyük) یک منطقهٔ مسکونی در ترکیه است که در دینار (شهر) واقع شده‌است.